# John Vincent Atanasoff
John Vincent Atanasoff, född 4 oktober 1903 i Hamilton, New York, USA, död 15 juni 1995 i Frederick, Maryland, var en amerikansk fysiker med bulgarisk härkomst. Han konstruerade en elektronisk digital dator som sedan inspirerade Presper Eckert och John Mauchly att bygga den ryktbara ENIAC-datorn.

## Biografi
Atanasoff var son till Ivan Atanasov, som var av bulgariskt ursprung. Medan Atanasov fortfarande var ett spädbarn dödades hans egen far av osmanska soldater efter det bulgariska aprilupproret och år 1889 invandrade Atanasov till USA med sin farbror. Atanasoffs far blev senare elektroingenjör, medan hans mor, Iva Lucena Purdy (av blandad fransk och irländsk härkomst), var lärare i matematik.
Atanasoff växte upp i Brewster, Florida. Vid nio års ålder lärde han sig att använda en räknesticka, följt av studier av logaritmer, och han tog slutligen gymnasieexamen vid Mulberry High School. År 1925 tog Atanasoff sin kandidatexamen i elektroteknik vid University of Florida.
Han fortsatte sin utbildning vid Iowa State College och tog 1926 en magisterexamen i matematik. Han avslutade sin formella utbildning 1930 genom att doktorera i teoretisk fysik vid University of Wisconsin-Madison med sin avhandling The Dielectric Constant of Helium. Efter avslutad doktorsexamen tillträdde Atanasoff en tjänst som biträdande professor i matematik och fysik vid Iowa State College. 

## Vetenskapligt arbete

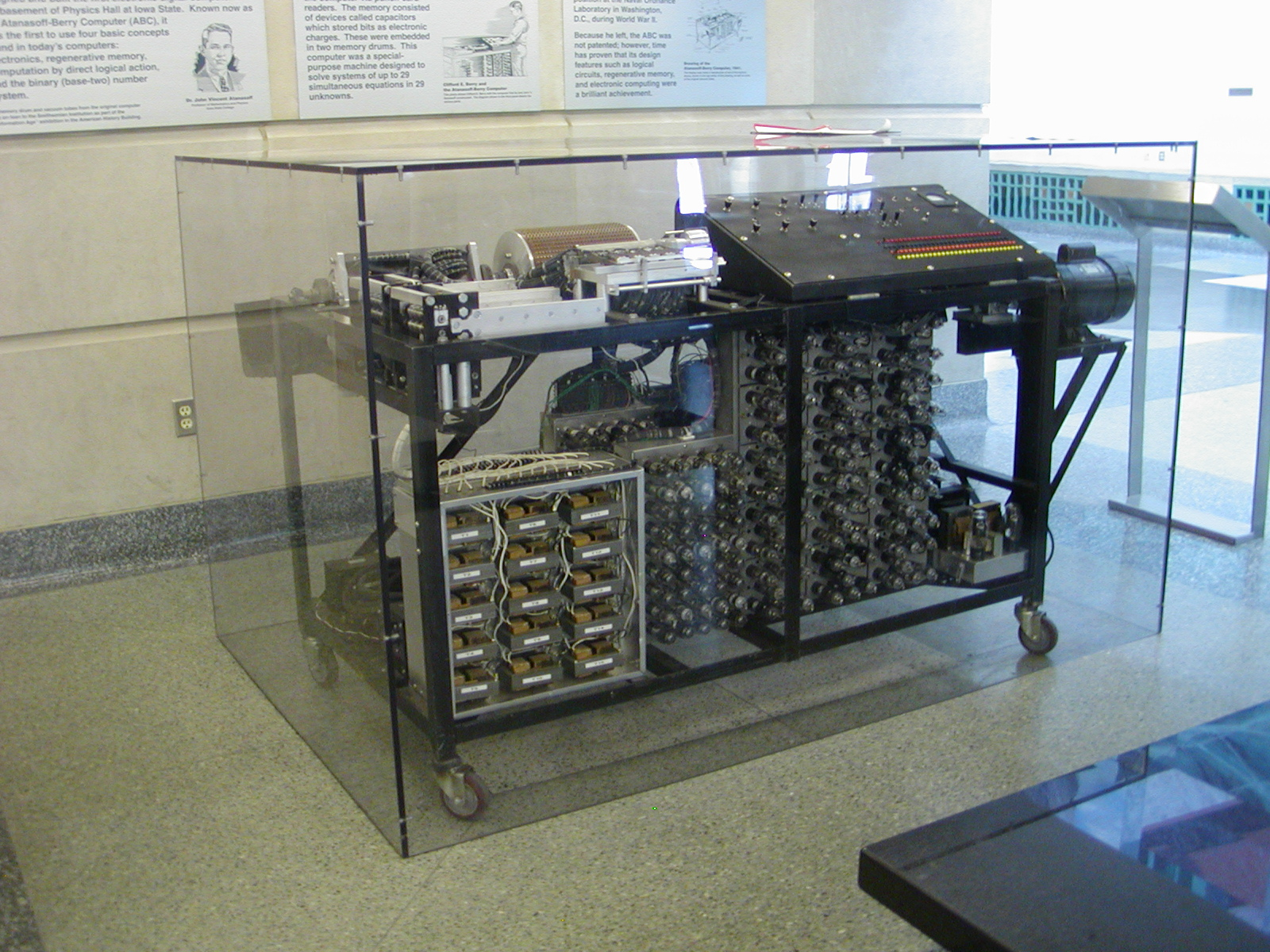
En kopia från 1997 av Atanasoff-Berry Computer vid Durham Center, Iowa State University.

Vid Iowa State undersökte Atanasoff användningen av masterslave Monroe-kalkylatorer och IBM-tabulatorer för vetenskapliga problem och jämförde Monroe med kapaciteten hos en IBM. År 1936 uppfann han en analog kalkylator för att analysera ytgeometri. Vid denna tidpunkt tänjde han på gränserna för vad växlar kunde göra och den fina mekaniska tolerans som krävdes för god noggrannhet fick honom att överväga digitala lösningar.
I slutet av 1930-talet hade Atanasoff uppfunnit den första elektroniska digitala datorn, Atanasoff-Berry Computer (ABC), vid Iowa State College (nu känt som Iowa State University). Utmaningar mot hans patentanspråk löstes först 1973, då rättegången Honeywell mot Sperry Rand fastställde att Atanasoff var uppfinnaren av datorn.
De viktigaste idéerna som användes i ABC var binär matematik och boolesk logik för att lösa upp till 29 samtidiga linjära ekvationer. ABC hade ingen centralprocessor (CPU), utan utformades som en elektronisk enhet med vakuumrör för digital beräkning. Den hade också regenerativt kondensatorminne som fungerade genom en process som liknar den som används idag i DRAM-minne.
År 1941 lämnade Atanasoff Iowa State för ett krigstidsuppdrag som chef för acoustic divisionen vid Naval Ordnance Laboratory (NOL) i Washington, D.C. År 1945 hade den amerikanska flottan beslutat att bygga en storskalig dator, på inrådan av John von Neumann. Atanasoff fick ansvaret för projektet, och han bad Mauchly att hjälpa till med arbetsbeskrivningar för den nödvändiga personalen. Men Atanasoff fick också ansvaret för att utforma akustiska system för övervakning av atombombstester. Det uppdraget prioriterades, och han deltog i testningen på Bikiniatollen i juli 1946.
Efter andra världskriget stannade Atanasoff hos regeringen och utvecklade specialiserade seismografer och mikrobarografer för upptäckt av långdistansexplosioner. År 1952 grundade och ledde han Ordnance Engineering Corporation, sålde företaget till Aerojet General Corporation 1956 och blev chef för Aerojets Atlantic Division. Han drog sig tillbaka från Aerojet 1961.
Atanasoff dog i sitt hem vid 91 års ålder i juni 1995 av en stroke efter en lång tids sjukdom.

## Bibliografi i urval

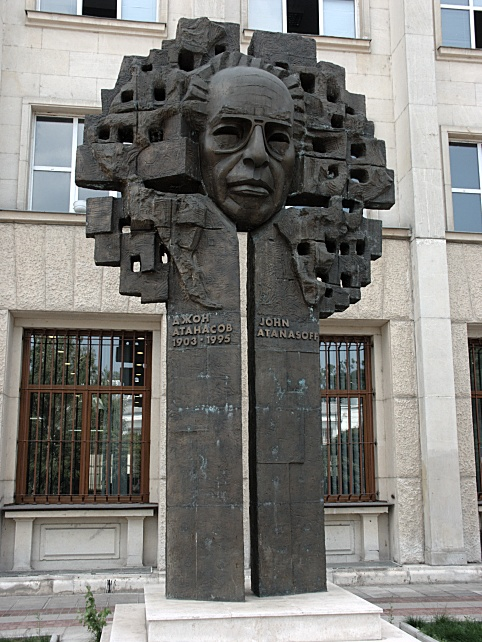
Monument över John Atanasoff i Sofia, Bulgaria